# Rio Vila Nova
Rio Vila Nova är ett vattendrag i Brasilien.   Det ligger i delstaten Amapá, i den norra delen av landet, 1 800 km norr om huvudstaden Brasília.
Runt Rio Vila Nova är det mycket glesbefolkat, med 4 invånare per kvadratkilometer.